# 第16步兵旅 (以色列)
第16耶路撒冷旅（希伯來語：‎）是以色列国防军的後備部隊，於1949年年初由哈加拿部隊組建而成。此後，該旅持續參與以軍軍事行動，如六日戰爭、以埃消耗戰爭、以埃消耗戰爭、第一次黎巴嫩戰爭及2014年加沙戰爭。